# Batophila alticola
Batophila alticola es un coleóptero de la familia Chrysomelidae. Fue descrita en 2003 por Doeberl.